# Microvoluta amphissa
Microvoluta amphissa là một loài ốc biển, là động vật thân mềm chân bụng sống ở biển trong họ Volutomitridae.

## Phân bố
From the tropical Thái Bình Dương surrounding New Caledonia.loại=/AdvancedSearchServlet&genus=Microvoluta&species=amphissa&Subspecies=